# Pedro de Gumiel

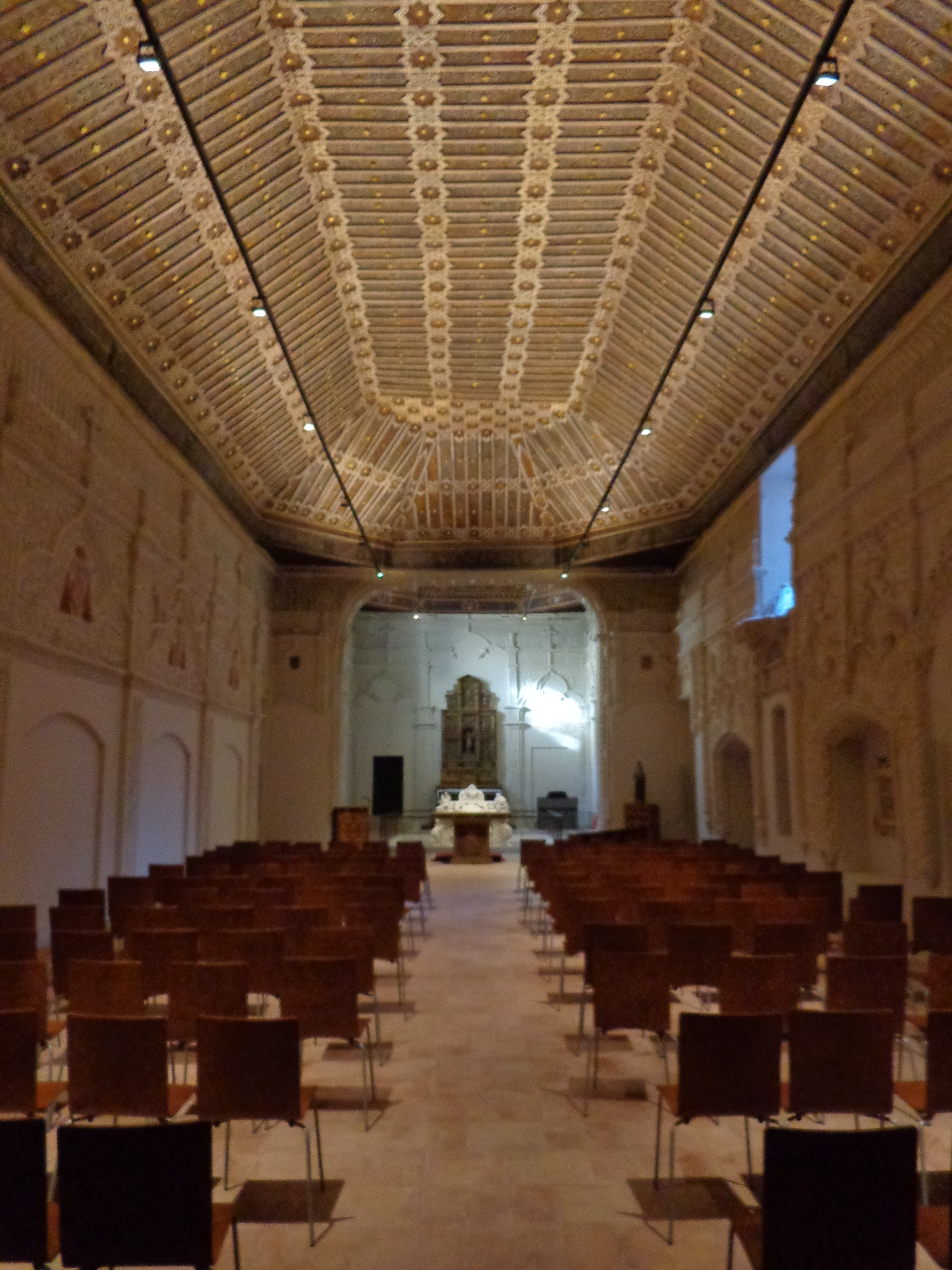
Capilla de San Ildefonso. Universidad de Alcalá de Henares

Pedro de Gumiel (Alcalá de Henares, h. 1460 – h. 1519) fue un arquitecto y pintor español. 

## Biografía
A las órdenes del Cardenal Cisneros desarrolló su trabajo por encargo de éste en la propia Alcalá con el diseño octogonal de su Universidad y la Sala Capitular de la Catedral de Toledo.
Fue el maestro de obras por excelencia del Cardenal, a quien gustaba el estilo singular de Gumiel, mezcla del arte mudéjar y ciertas dosis de plateresco y que, algunos historiadores del arte, han venido en denominar estilo Cisneros.
Sus primeros trabajos en Alcalá destacaban por mantener las características del gótico que más tarde también nos recordará en la catedral de Toledo, pero poco a poco incorporó elementos renacentistas. No se sabe a ciencia cierta si participó en la construcción de la Universidad de Alcalá desde sus inicios, aunque la mayoría de los autores así lo creen dada la gran sintonía con el proyecto de Cisneros. Al menos se sabe que obra suya fue el Paraninfo de la Universidad y la capilla -entonces Colegio- de San Ildefonso (en la que fue enterrado) donde la técnica es similar a la que empleó con posterioridad en la Sala Capitular toledana. También fueron obra suya varios edificios menores, incluida la biblioteca.
Mantuvo durante toda su trayectoria profesional a constructores de Alcalá y de Toledo en los que confiaba, y con ellos trabajó en Sigüenza y Miraflores de la Sierra.

## Reconocimiento
En Alcalá de Henares tiene dedicados, en su honor, una calle y un instituto de enseñanza secundaria. Además, hay un medallón con su busto en el Salón de plenos de Ayuntamiento de Alcalá de Henares.